# Chaunocephalus ferox
Espèce
Synonymes
- Fasciola ferox Rudolphi, 1795

Chaunocephalus ferox est une espèce de vers plats de la famille des Echinostomatidae.

## Description
Cette douve est un parasite des oiseaux des genres Ciconia, Ephippiorhynchus, Botaurus et Anastomus.

## Liste des sous-espèces
- Chaunocephalus ferox ferox (Rudolphi, 1795)
- Chaunocephalus ferox orientalis Bashkirova, 1941

## Publication originale
- Rudolphi, 1795 : Observationum circa vermes intestinales pars II. Quam praeside Christiano Ehrenfr. Weigel, publice defendet auctor Carolus Asmund Rudolphi. Gryphiswaldiae, Dissertatio, I. H. Eckhardt, p. 1-22 (texte intégral).